# Гробниця в Амфіполісі
Гробниця в Амфіполісі або Гробниця Каста (грец. Τύμβος Καστά)  — давньомакедонська гробниця, виявлена в 2012 році в Амфіполісі, Центральна Македонія, на півночі Греції, яка є найбільшим давнім похованням на території Греції. Гробниця в 10 разів більша за розміром, ніж могила Філіппа II, батька Александра Македонського, у Вергіні. Похоронний комплекс датується 325–300 р.р. до н. е. і, ймовірно, був побудований відомим архітектором Дінократом, який проектував Александрію в Єгипті, а також похоронний катафалк для Гефестіона.
Місце археологічних розкопок взято під цілодобову охорону поліції. Враховуючи важливість знахідок, влада Центральної Македонії розпочала необхідні процедури для включення Гробниці до списку Світової культурної спадщини ЮНЕСКО. Важливе політичне значення відводять знахідкам і грецькі політики. 12 серпня 2014 року на розкопки прибув прем'єр-міністр Греції Антоніс Самарас разом зі своєю дружиною Георгією і міністром культури Костасом Тасуласом. Вони відвідали пагорб Каста і провели екскурсію на місці розкопок. За словами міністра культури пана Тасуласа знахідка нагадала всім, що Греція — колиска неперевершеної цивілізації і країна, яка заслуговує, з таким унікальним культурним капіталом і сучасними досягненнями, на повернення до прогресу і процвітання,.
Кому належить гробниця є найбільшою загадкою на даний момент (21 вересня 2014 року) і, можливо, відповідь буде отримана із завершенням розкопок.

## Історія розкопок

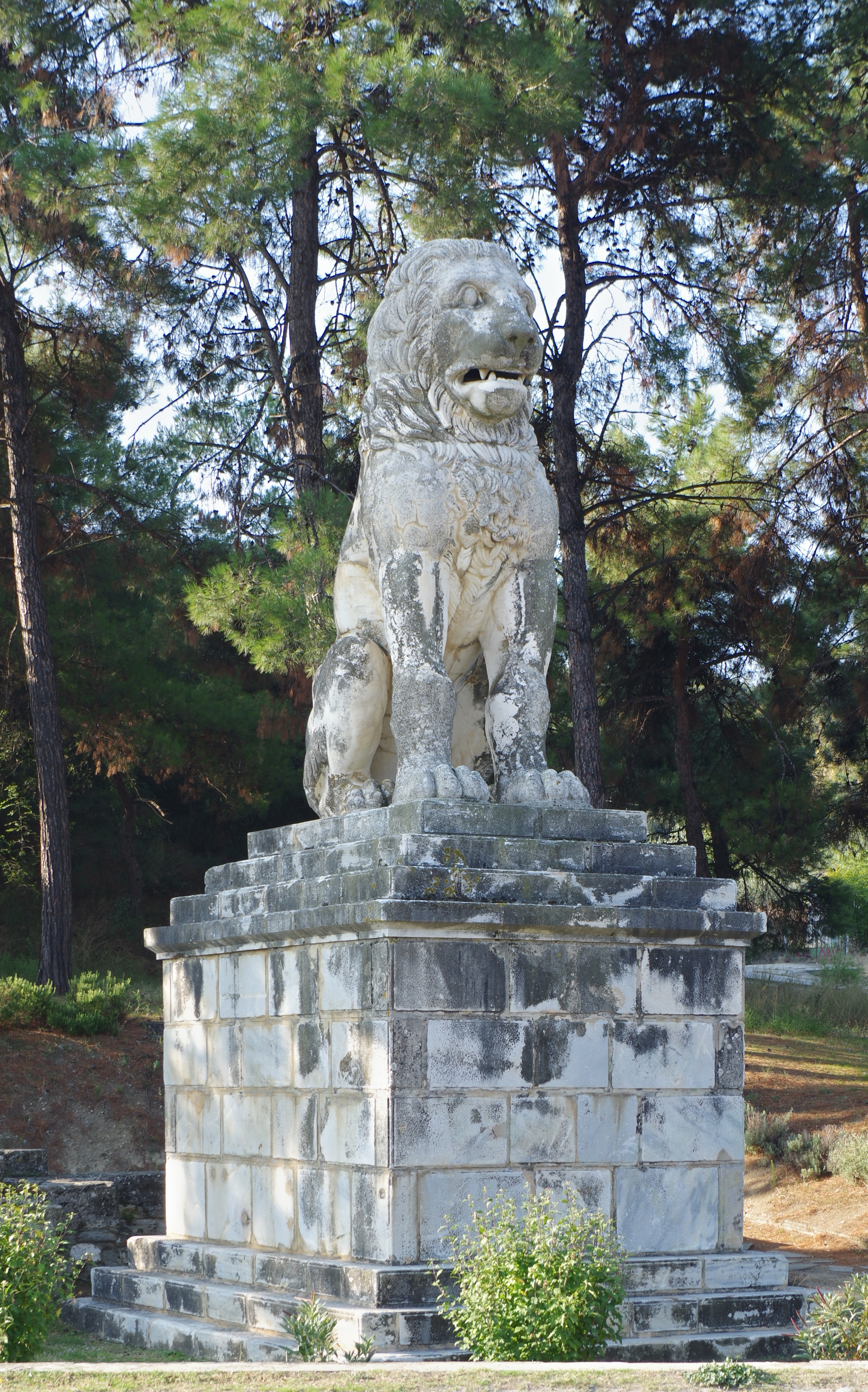
Лев з Амфіполіса

26 квітня 1956 року археолог Дімітріс Захарідіс почав систематичні розкопки в Амфіполісі. У 1964 році Дімітріс Лазарідіс зробив перший розріз на пагорбі Каста, де археолог знайшов фрагменти мармурових крил, які, як він вважав, належали богині Ніці. Також він виявив велику чотирикутну спороду, розміри якої становили 10 на 10 метрів і 5 метрів заввишки. Тепер[коли?] з'ясовується, що це був постамент, на якому був встановлений знаменитий Лев з Амфіполіса. На глибині 10 метрів під спорудою, археолог знайшов могили залізної доби. Дослідження тривало протягом десяти років. Під час військової диктатури в Греції, з 1967 по 1971 рік, Лазарідіса відсторонили від роботи через його демократичні переконання. Після 1971 року він повернувся до Амфіполісу і продовжив розкопки на пагорбі Каста. В результаті його досліджень було виявлено, що периметр пагорба становив 487 метрів. Лазарідіс був упевнений в тому, що це була велика могила. В 1972 році він почав систематичне вивчення укріплень міста. В 1979–1980 році він зустрів Катерину Перістері, з якою працював протягом останніх років свого життя. У 1984 році Дімітріс Лазарідіс захворів і передчасно помер. Його мрія, щоб продовжити розкопки пагорба Каста, залишилася нездійсненою.
З 2012 року керівником археологічної групи Серреса стала Катерина Перістері, яка відразу ж поновила роботу в Амфіполісі на пагорбі Каста. Протягом двох років археологи виявили унікальну похоронну ділянку розміром майже 500 метрів, огороджену стіною триметрової висоти і загальною довжиною 497 метрів. Стіна, що оточує поховання, зведена з 2500 кубометрів мармуру, доставленого з острова Тасос. Цифрове сканування в 2013 році показало, що огорожа гробниці має ідеальну круглу форму, а саме поховання становить єдине ціле зі знаменитим амфіпольським Левом. Мармуровий Лев висотою в 5,20 м був встановлений на вершині гробниці, вінчаючи величний похоронний комплекс. Сьогодні Лев розташований за п'ять кілометрів від пагорба, біля річки Стрімон, куди його перенесли римляни 400 років по тому, під час будівництва греблі.

## Археологічна експедиція2014року
У числі нових знахідок — велика дорога з мармуровими стінами і два мармурових сфінкси, що охороняють вхід до унікальної македонської гробниці, та дві каріатиди. Зондування гробниці виявило три основних приміщення, це було підтверджено наступними розкопками. Перша камера розташована між першою і другою стінами в ґрунті, і має довжину 6 м і ширину 4,5 метра. Перша камера була майже заповнена землею. Стіни камери мармурові, купол зроблений з вапняку, має форму арки і був знайдений в хорошому стані. Друга камера була також майже заповнена землею. Висновки археологів зводяться до того, що землю залишили будівельники гробниці, щоб запобігти оскверненню. Третя камера була меншою, ніж дві попередні. Стіни також мають мармурове покриття. На відміну від інших, що мають прямокутний переріз, третя камера квадратна, розміри: 4,5 метра на 4,5 метра. Підлога внутрішніх приміщень виконана з мистецьки викладеної мозаїки. 21 вересня 2014 року Міністерство культури Греції оприлюднило інформацію про те, що хід археологічних робіт показує, що, третя камера не приводить до поховання, існує четверта камера. 28 жовтня 2014 року археологи зробили заяву про те, що четвертої камери не існує, а вже 30 жовтня під підлогою третьої камери усипальниці було виявлено підземний хід. Згідно з повідомленнями Міністерства культури, під час розкопок на пагорбі Каста, в третій камері був знайдений замурований вапняними кам'яними плитами хід у підземелля. 12 листопада 2014 року Міністерство культури Греції повідомило про те, що при продовженні робіт в третій камері на глибині 1,60 м була виявлена гробниця. Зовнішні розміри гробниці 3,23 метра в довжину, ширина 1,56 м і висота 1 м, однак, знайдені під час розкопок стійки дозволяють вважати, що її висота досягала 1,80 м. У гробниці мається поздовжнє поглиблення, в якому знаходилась дерев'яна труна. Знайдені деякі декоративні елементи труни, виготовлені з заліза, міді і скла. Усередині труни був виявлений скелет померлого,. Ідентичність і стать залишаються невідомими до проведення подальших аналізів. Загальна висота третьої камери, від верхньої частини купола до підлоги гробниці, становить 8,90 м. 15 листопада 2014 року були оголошені перші результати дослідження скелета: це молодий чоловік, середнього зросту, 1,65 м, світла шкіра і темне волосся. Катерина Перистери, керівник археологічної експедиції, стверджує, що це видатний полководець. За заявою археологів могила була розграбована, але судячи по  знайденим декоративним елементам мала бути розкішною, заповненої зброєю і золотом. Археолог Ангеліка Котаріді, порівнюючи декоративні елементи, які були знайдені під час розкопок гробниці в Амфіполісі (скляні очі, лиття і "ведмежа лапа"), стверджує, що вони мають схожість із аналогічними елементами з королівських гробниць Вергіни.

## Знахідки

### Два мармурових сфінкса
В серпні 2014 року було відкрито вхід до гробниці. Вхід розташований нижче поверхні землі. Висота входу 1,67 м, над яким, на перемичці, встановлені два півтораметрових сфінкса, обидва без голів. Вони охороняють древній вхід, втоплений всередину на кілька кам'яних блоків. Кожен сфінкс важить близько 1,5 тони і, скоріше за все, спочатку вони були пофарбовані в червоний колір і були близько 2 метрів у висоту. Попередній аналіз цих скульптур показав, що статуя Лева з Амфіополіса і статуї сфінксів виготовлялися в одній майстерні. За сфінксами підлогу покриває чорно-біла мозаїка. Багато каменів мають сліди червоної, чорної і синьої фарби. 21 жовтня 2014 року міністерство культури Греції оголосило ще про одну знахідку. При розчищенні четвертої камери гробниці археологи виявили мармурову голову одного з двох сфінксів. Голова, що належить східному сфінксу, повернена в бік входу. Хвилясте волосся зі слідами червоної фарби, спадає на ліве плече і підв'язане тонкої стрічкою. Висота голови сфінкса становить 0,60 м. Голова сфінкса має схожість з каріатидами, і, можливо, ці скульптури (сфінкси і каріатиди) були створені в тій самій майстерні. Також виявлені фрагменти крил сфінксів.

### Каріатиди
За другою стіною з вапнякових блоків, які відокремлюють одну палату похоронного комплексу від іншої, вдалося виявити двох каріатид — поширених в епоху еллінізму жіночих статуй, що служили опорами для будівельних конструкцій. Каріатиди Амфіполіса мають висоту 2,27 метра. Вони стоять на мармурових тумбах довжиною 1,33 метра і шириною 0,68 метра. Крім цього, археологи виявили прекрасно збережений мармуровий блок в підставі зводу розміром 4,3 х 0,9 метра. Нижня сторона цього великого блоку прикрашена розетками, пофарбованими в синій, червоний і жовтий кольори. Автор книги «В пошуках гробниці Александра Великого» Ендрю Чагг повідомив, що ці розетки нагадують ті, що були виявлені на саркофазі з могили Філіпа II, батька Александра Великого, що може вказувати на те, що гробниця в Амфіполісі також належить родичам Александра Македонського.

### Мозаїка

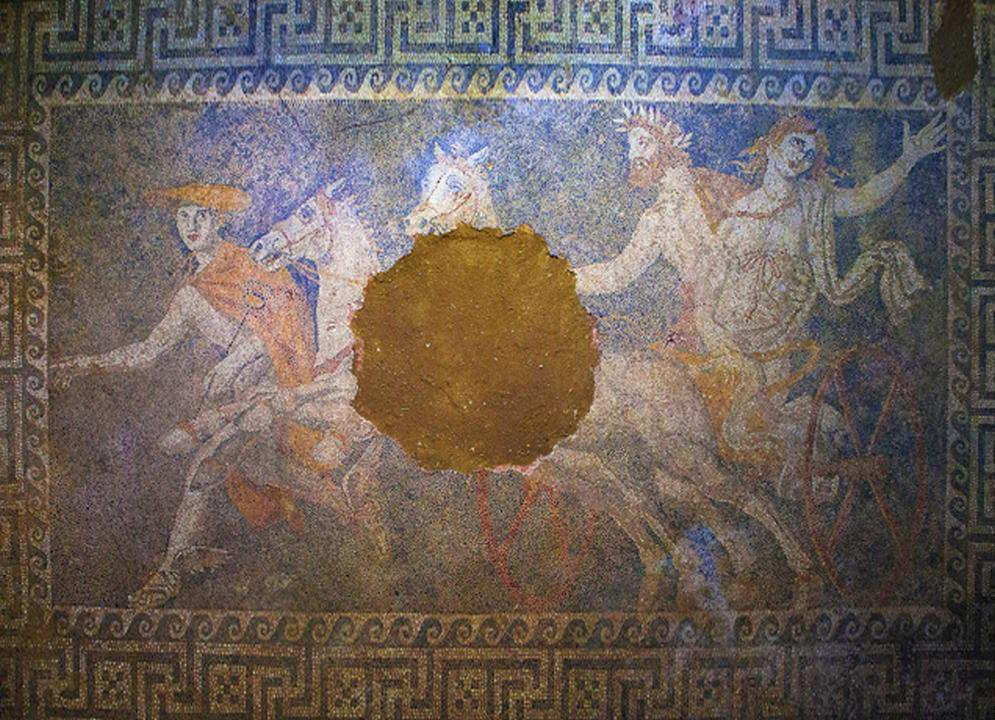
Мозаїка «Викрадення Персефони Плутоном» з гробниці в Амфіполісі

При розчищенні другого приміщення, розташованого за каріатидами, була виявлена унікальна мозаїка, що покриває всю поверхню підлоги другої камери гробниці. Основна сцена мозаїки зображує колісницю в русі, в яку запряжені два білих коня. Колісницею управляє бородатий чоловік з лавровим вінком на голові. Попереду колісниці зображений Гермес в ролі психопомп (провідника душ), взутий в сандалі з крильцями, він тримає у руках жезл. На голові Гермеса — капелюх з крильцями, також один з його постійних атрибутів. Як повідомило міністерство культури Греції 16 жовтня 2014, після того, як було знято останній шар ґрунту на східній стороні мозаїки в Амфіполісе, відкрилася третя фігура.
Стало очевидним, що картина зображує викрадення Персефони Плутоном, богом підземного царства і смерті, носившим у греків також ім'я Аїда. Плутон відвозить Персефону на колісниці, запряженій двійкою білих коней. Колісницю супроводжує провідник душ у царство мертвих Гермес. На думку фахівців, мозаїка схожа на сцену викрадення Персефони, виявлену в царському похованні в Вергіні, але в Вергіні це всього лише фреска, а тут вперше знайшли галькову мозаїку достатньо великих розмірів і виконану з ефектами тривимірного зображення. Мозаїчна підлога становить 4,5 метра в ширину і 3 метра в довжину. Мозаїка має пошкодження у формі кола в центрі композиції. Центральна тема обрамлена дворядним меандром з квадратів і спіральних форм шириною 60 см. Мозаїка, як і похоронний комплекс, датується останньою чвертю 4-го століття до нашої ери.

## Кому належить поховання (гіпозети)
Хоча історики сперечаються про те, хто саме може знаходитися всередині усипальниці, відомо, що гробниця була побудована між 325 і 300 роками до нашої ери. Цей період точно збігається з датою смерті Александра Македонського, який помер у Вавилоні в 323 році до н.е. Вважається що, Александр був похований на території  Єгипту, але його могила так і не була знайдена. Історик Сарадос Каргакос, один з небагатьох, хто вважає, що гробниця в Амфіполісі належить  Александру. Однак грецькі археологи вже заявили, що в Амфіполісі навряд чи знаходяться останки одного з найславетніших полководців. Набагато більш ймовірною вважається версія, згідно з якою тут похована дружина великого завойовника Роксана і його син Александр IV. Обидвоє вони вбиті в 309 році до нашої ери Кассандром. Не виключено, що тут може бути похована і мати Александра Олімпіада. Деякі дослідники вважають, що тут може бути похований і брат Александра Філіп III Македонський. Є версії на користь того, що в гробниці похований один з діадохів Александра: Полісперхон, Гефестіон, Антигон I Одноокий, Селевк I Нікатор, Птолемей I Сотер. Академік Міхаліс Тіверіос, вважає, що гробниця не може належати ані Александру Македонському, ані його законній дружині Роксані з їхнім сином. Лев на вершині пагорба, швидше за все, що символізує чоловіче начало, був символом військової сили. Тобто, за припущенням академіка, це може бути хтось із найвеличніших воєначальників Александра, в першу чергу, Неарх. 30 вересня 2015 року на конференції в Салоніки Перистері зробила заяву, що її команда виявила монограму Гефестіона. Монограмма знаходиться в трьох написах, контрактів за проектами, на будівництво пам'ятника. На підставі цього Перистері вважає, що гробниця є похоронним пам'ятником Гефестіону, замовленим дуже впливовою особистістю тієї епохи, можливо самим Александром. В той же час Перистері стверджує, що немає ніяких доказів того, що Гефестіон був насправді похований у могилі, що це може бути однією з ряду пам'яток, які були зведені на його честь в 324 р до н.е. за наказом Александра.  Панайотіс Факларіс, професор археології університету міста Салоніки, критикуючи точку зору Перистері, стверджує, що могила, швидше за все належить  видатному громадянину Амфіполіса і меморіал-пам'ятник ніяк не пов'язаний з Гефестіоном.

## Цікаві факти
«Амфіполь» — назва настільної гри для всієї родини, розробленої відомою компанією з розробки ігор «Desyllas». Дизайн належить Райнеру Книциа, який розробив настільну гру «Володар кілець». У грі беруть участь від одного до чотирьох гравців у віці старше 10 років, мета яких полягає в тому, щоб встигнути зібрати якомога більше «артефактів», таких як амфори, мозаїки і статуї, до того, як будуть знищені врата гробниці.

## Галерея

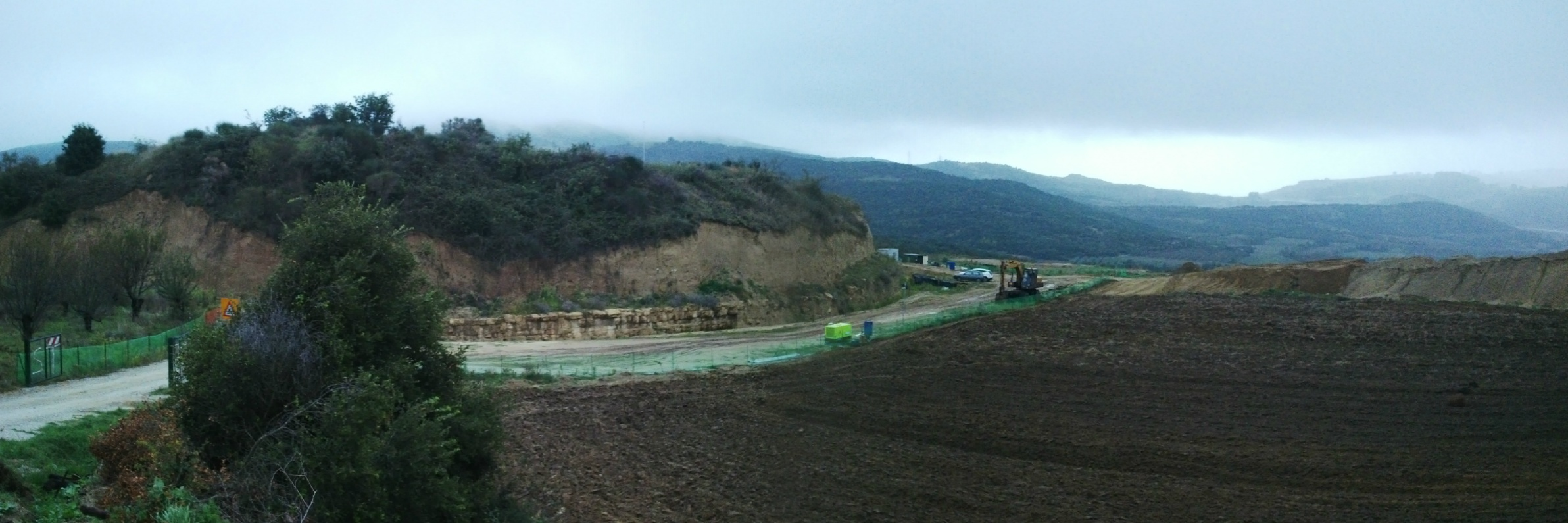
Пагорб Каста
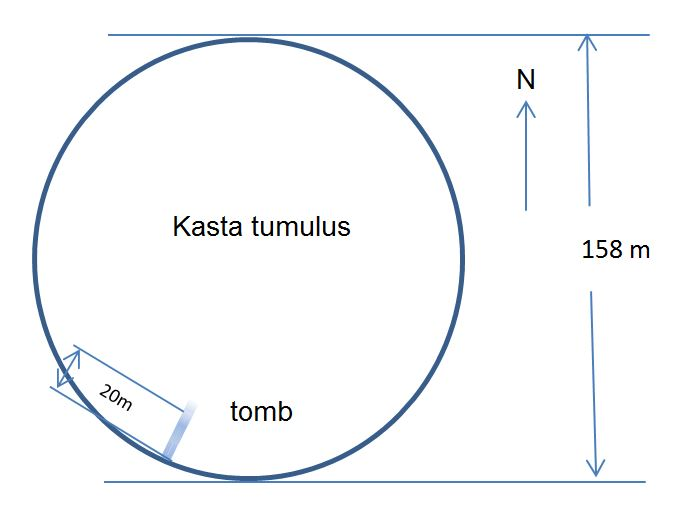
Схематичне зображення пагорба Каста та давньомакедонської гробниці в Амфіполісі
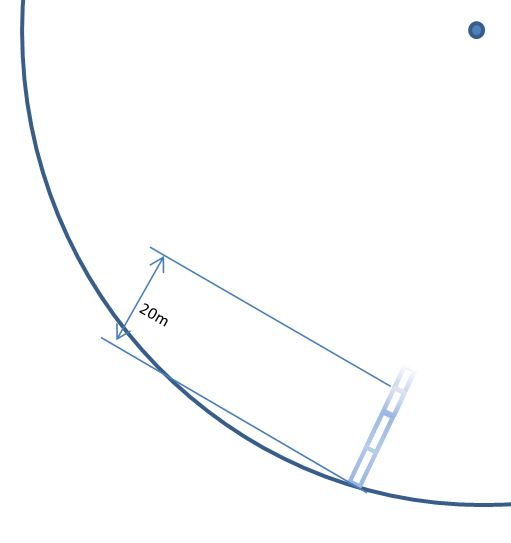
Фрагмент ділянки пагорба Каста, де була відкрита гробниця
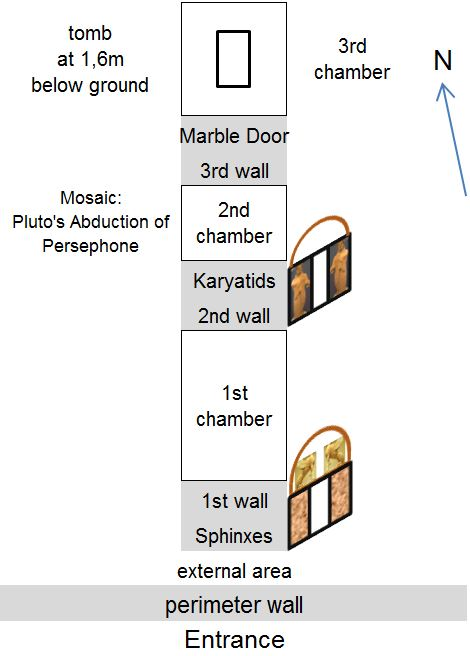
Схема гробниці Каста: виділені основні елементи та знахідки
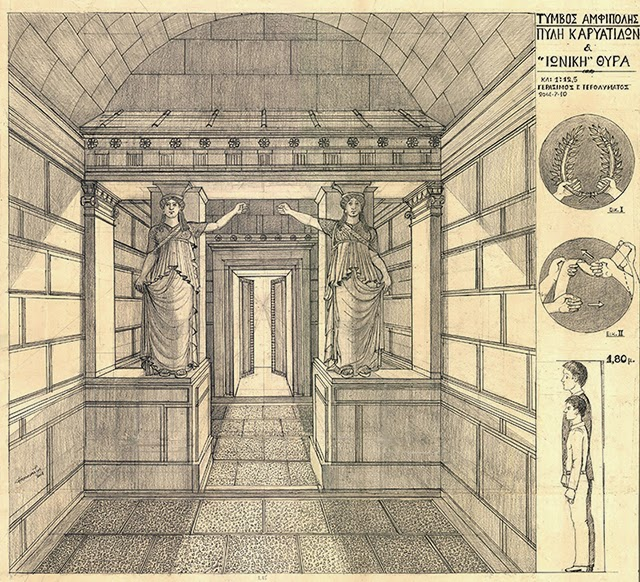
Гробниця в Амфіполісі, Каріатиди (схематичне зображення)